# Табу (серия фильмов)
«Табу» (англ. Taboo) — серия порнографических фильмов 1980—1990 годов, эротизирующих инцест по типу отец-дочь и мать-сын. В одной из ролей снялась Кей Паркер, одним из режиссёров выступил Кирди Стивенс.

## Список серий
| - Taboo (1980) - Taboo 2 (1982) - Taboo 3 - The Final Chapter (1984) - Taboo 4 - The Younger Generation (1985) - Taboo 5 - The Secret (1987) - Taboo 6 - The Obsession (1988) - Taboo 7 - The Wild And The Innocent (1989) - Taboo 8 - The Magic Is Back (1990) - Taboo 9 (1991) - Taboo 10 - Ten Years Later (1993) - Taboo 11 - Crazy On You (1994) - Taboo 12 (1994) | - Taboo 13 (1994) - Taboo 14 - Kissing Cousins (1995) - Taboo 15 (1995) - Taboo 16 - But Not Sweet (1996) - Taboo 17 (1997) - Taboo 18 (1998) - Taboo 19 (1998) - Taboo 2001 - Sex Odyseey (2002) - Taboo 21 - Taboo 212 (2004) - Taboo 22 (2006) - Taboo 23 (2007) |

## Награды
| Год  | Церемония      | Номинация                             | Актёр/актриса         | Фильм    |
| ---- | -------------- | ------------------------------------- | --------------------- | -------- |
| 1985 | AFAA Award     | Лучший актёр второго плана            | Джон Лесли            | Taboo 5  |
| 1987 | AVN Awards     | Лучший сексуальный контент — фильм    |                       | Taboo 4  |
| 1987 | XRCO Award     | Лучшая актриса второго плана          | Эмбер Линн            | Taboo 5  |
| 1989 | AVN Award      | Лучшая музыка — фильм                 |                       | Taboo 6  |
| 2002 | AVN Award      | Лучшая сцена анального секса — фильм  | Николь Шеридан и Вуду | Taboo 20 |
| 2002 | AVN Award      | Лучшая маркетинговая кампания — фильм |                       | Taboo 20 |
|      | Зал славы XRCO | включён                               |                       | Taboo    |

## Мемуары
- Кей Паркер: Taboo: Sacred, Don't Touch («Табу: священно, не прикасайтесь» — книга, в которой она рассказывает о своей прошлой карьере в порнофильмах и опыте с метафизикой)